# Eupithecia schiefereri
Eupithecia schiefereri là một loài bướm đêm trong họ Geometridae.